# Ga Thượng Lâm
Ga Thượng Lâm là một nhà ga xe lửa tại xã Thái Thủy, huyện Lệ Thủy, tỉnh Quảng Bình. Nhà ga là một điểm trên tuyến đường sắt Bắc Nam tiếp nối sau ga Mỹ Trạch và trước ga Sa Lung (tỉnh Quảng Trị). Lý trình ga: Km 527 + 160.